# 江南锄奸

《江南锄奸》是赖成执导，劉勁等参演的电视剧，2010年出品，共40集，该作品主要讲述一些共产党员因为一些原因成为了叛徒，后来被共产党员锄掉的故事。该剧根据真实事件改编。

## 剧情简介
二十世纪三十年代左右，在上海肖一鳴和李少白一直都在为了革命而奋斗，但是在这之中，有些人却因为一些原因而叛变，甚至李少白的得力部下肖一鳴也叛变了。
而最后，李少白自然是设计除掉了这些人，可除掉危险的他却总有种说不出的感觉……

## 演员表
- 劉勁 飾 李少白
- 於震[4][5] 飾 肖一鳴
- 徐僧 飾 王 飛
- 邢宇菲 飾 唐敏儀
- 田瑞 飾 孟琴述
- 李玉峯 飾 徐增均
- 陳紫函 飾 和知華
- 徐箭 飾 楊登雲
- 劉昌偉 飾 蔡小天
- 郭鐵城 飾 張大輝

## 相關連結
- 豆瓣电影上《江南锄奸》的資料 （简体中文）